# 미나미노지리촌
미나미노지리촌(南野尻村)은 도야마현 히가시토나미군에 있던 촌이다.

## 역사
- 1889년 4월 1일 - 정촌제 시행에 의해 도나미군 미나미노지리촌이 성립하였다.
- 1896년 4월 1일 - 군 개편에 의해 도나미군에서 분립해 히가시토나미군이 성립하여, 히가시토나미군에 소속되었다.
- 1941년 4월 1일 - 히가시토나미군 후쿠노정에 편입되었다.

## 참고문헌
- 『市町村名変遷辞典』東京堂出版、1990年。